# Koluel Kayke
Koluel Kayke, de son nom entier Nuestra Señora de los Dolores de Koluel Kayke, aussi simplifiée Koluel Kaike ou Kayke, est une localité rurale argentine située dans le département de Deseado, dans la province de Santa Cruz. Elle fut fondée en 1921.

## Toponymie
Le nom Koluel Kayke signifie menuco en langue tehuelche ou aonikenk. Les menucos sont de petits points d'eau, également appelés mallínes en Patagonie.

## Démographie
La localité compte 250 habitants (Indec, 2010), soit une augmentation de 71 % par rapport au précédent recensement de 2001 qui comptait 146 habitants.

## Histoire

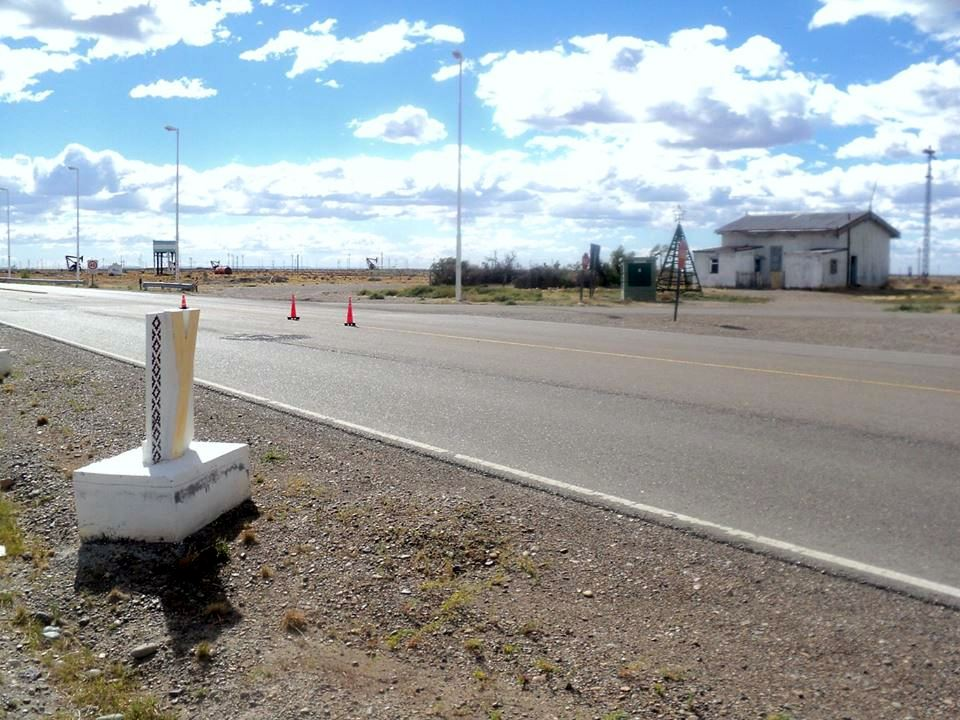
Complexe ferroviaire comprenant une gare, un logement pour le personnel, un réservoir d'eau et des signaux.

Nuestra Señora de los Dolores de Koluel Kayle est un village dont l'existence remonte à des années avant l'arrivée du chemin de fer vers 1913. Avant cette date, il y avait déjà une forge sur le site situé dans le pâté de maisons où se trouve actuellement l'école. C'est là que sont réparés les wagons qui transportent la production de laine issue des ranchs de la région jusqu'à Puerto Deseado. Outre la forge, il y avait également deux hôtels et quelques maisons familiales.
La station a été inaugurée vers 1913, et en 1921, la création d'une localité portant le même nom a été officialisée par le décret national de 1921 mentionné ci-dessous. À la fin des années 1910, une centaine de personnes vivaient autour de la gare. En 1930, la gare fermait. Elle faisait partie du Ferrocarril Patagónico (chemin de fer de Patagonie), en tant qu'élément de l'embranchement de Puerto Deseado à Las Heras, inauguré en 1914 et prévu à l'origine pour se terminer à Nahuel Huapi.
En 1935, l'école nationale no 18, aujourd'hui école primaire no 21, a été inaugurée dans le hangar de la gare. La gare a été inaugurée après celle de Pico Truncado, qui a été activée à l'arrivée des voies en 1912. La station Koluel Kayke n'a été fermée qu'en 1968, par décision de la dictature militaire appelée la Révolution argentine. Le village a été officiellement créé sous la présidence de Hipólito Yrigoyen, par décret national du 11 juillet 1921, comme les autres villages des « territoires nationaux » de l'époque.
Depuis la mise en service de la gare, un bureau de poste Correo Argentino y a fonctionné, d'abord tenu par les chefs de gare successifs, puis dans la maison d'un voisin, qui a été agrandie avec un bureau construit par la municipalité de Pico Truncado. L'Estafeta a été fermée lorsque la Poste a été privatisée pendant la présidence de Carlos Menem. La ville possédait également le seul téléphone qui communiquait avec toutes les stations de la ligne et qui offrait également son service aux voisins lorsqu'une urgence l'exigeait.
En 1961, l'école primaire a été transférée (désormais sous juridiction provinciale avec le numéro 21) dans son nouveau bâtiment, qui a été agrandi au fil du temps. À la demande des villageois, le député provincial Héctor Icazuriaga a soutenu le projet de loi, finalement adopté à l'unanimité, qui donnait son nom au village, reconnaissant ainsi son existence. Le 16 mars 1995, la loi provinciale 2393 a été adoptée, qui « désigne l'actuelle localité de Koluel Kayke sous le nom de Nuestra Señora de los Dolores de Koluel Kayle ». Dans son article 2, la même loi institue « le 15 septembre de chaque année comme date de célébration de son anniversaire ».